# 2024年美國奧運馬拉松選拔賽
2024年美國奧運馬拉松選拔賽（2024 U.S. Olympic Team Trials- Marathon）是2024年2月3日美國田徑協會於佛罗里达州奧蘭多舉辦，決定2024年巴黎奧運出賽選手資格的马拉松比賽。本次選拔賽參賽標準，男子組為2小時18分，女子組為2小時37分。
康納·曼茨以一秒之差贏得冠軍，完賽成績2小時09分05秒，與第二名克萊頓·楊皆確定獲得奧運出賽資格；女子組冠軍費歐娜·歐基芙是首次參加马拉松比賽，以2小時22分10秒的成績創下歷屆選拔賽女子組的最佳紀錄。

## 關於比賽
2022年11月8日，美國田徑協會宣布將於奧蘭多舉辦選拔賽，由於世界田径延遲公告2024年巴黎奧運資格選拔辦法，美國田徑協會除主辦城市外未公布比賽細節；2023年8月1日，比賽官網上線，開賽時間分別定於當地時間12:10（男子組）以及12:20（女子組），此引起選手及教練擔憂可能造成熱傷害，美國田協運動員顧問委員會（USATF Athlete Advisory Committee）亦提出延遲開賽，獲得部分選手覆議。最初，比賽組委會以「會干擾賽事行銷計畫」為由拒絕調整開賽時間，且表示若美國田協欲延遲開賽，需支付七十萬美元的損害賠償，使得協商不順，更傳出奧蘭多可能不再主辦選拔賽；最終經賽事轉播單位、美國田協以及奧蘭多市長巴迪·戴爾三方協調，2023年11月15日，比賽組委會宣布比賽改在當地時間10:00開始。

### 獎金
| 競賽名次 | 金額 單位：美元 |
| -------- | --------------- |
| 冠軍     | US$80,000       |
| 亞軍     | US$65,000       |
| 季軍     | US$55,000       |
| 殿軍     | US$25,000       |
| 第五名   | US$20,000       |
| 第六名   | US$15,000       |
| 第七名   | US$13,000       |
| 第八名   | US$11,000       |
| 第九名   | US$9,000        |
| 第十名   | US$7,000        |

## 比賽結果

### 男子組
| 排名 | 選手              | 完賽時間 |
| ---- | ----------------- | -------- |
| 金牌 | 康納·曼茨         | 2:09:05  |
| 銀牌 | 克萊頓·楊         | 2:09:06  |
| 銅牌 | 雷納德·科利       | 2:09:57  |
| 4    | 埃爾卡納赫·基貝特 | 2:10:02  |
| 5    | C·J·艾伯森        | 2:10:07  |
| 6    | Zachery Panning   | 2:10:50  |
| 7    | Nathan Martin     | 2:11:00  |
| 8    | Josh Izewski      | 2:11:09  |
| 9    | 里德·費舍爾       | 2:11:34  |
| 10   | Colin Bennie      | 2:12:17  |

### 女子組

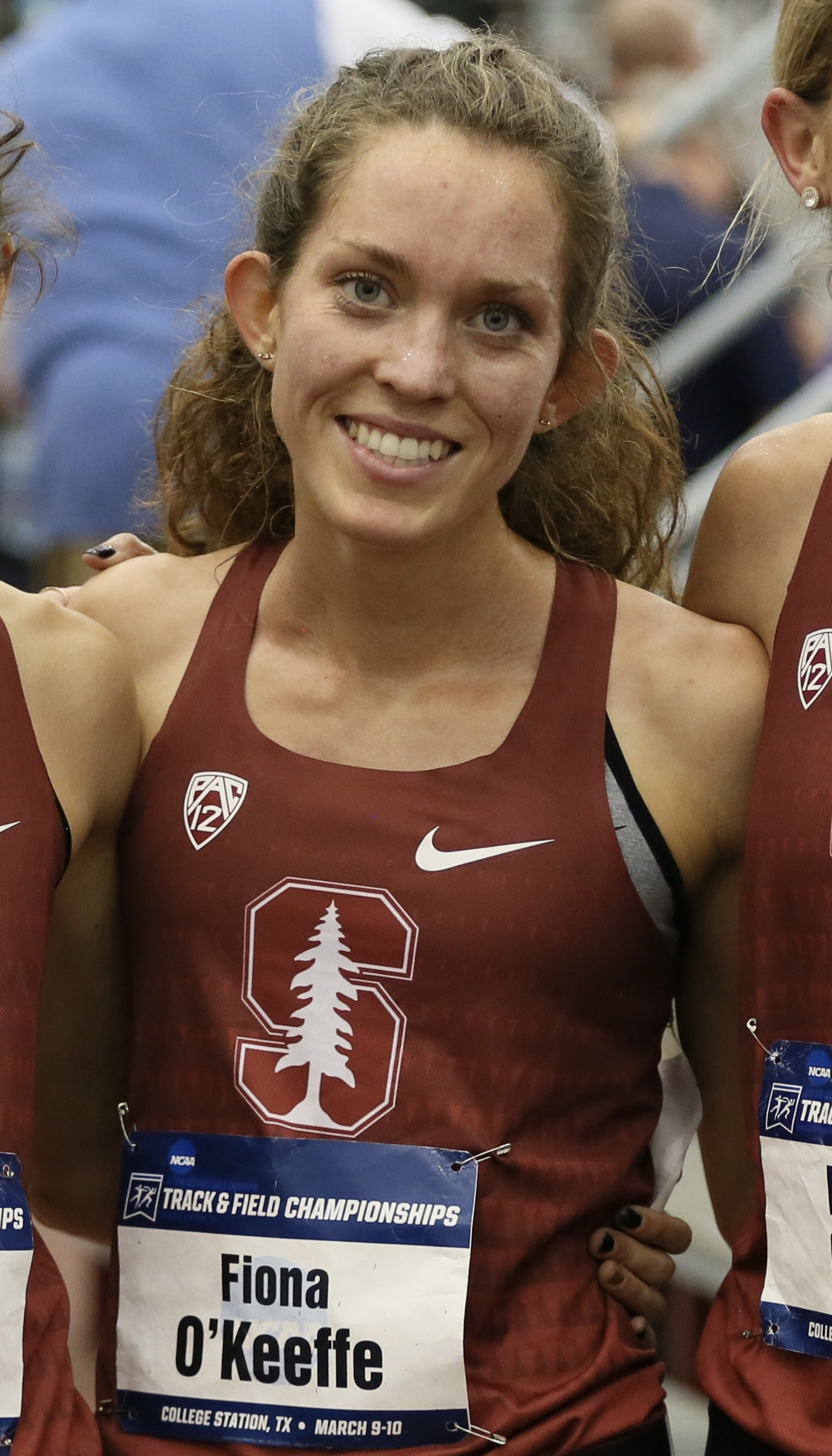
女子組冠軍費歐娜·歐基芙

| 排名 | 選手            | 完賽時間 |
| ---- | --------------- | -------- |
| 金牌 | 費歐娜·歐基芙   | 2:22:10  |
| 銀牌 | 艾米莉·希森     | 2:22:42  |
| 銅牌 | 達科塔·林沃姆   | 2:25:31  |
| 4    | Jessica McClain | 2:25:46  |
| 5    | 莎拉·霍爾       | 2:26:06  |
| 6    | 卡羅琳·羅蒂奇   | 2:26:10  |
| 7    | 瑪基娜·邁勒     | 2:26:14  |
| 8    | 琳賽·弗拉納根   | 2:26:25  |
| 9    | Emily Durgin    | 2:27:56  |
| 10   | 安妮·弗里斯比   | 2:27:56  |

## 外部連結
- 2024年美國奧運馬拉松選拔賽官網 （页面存档备份，存于）